# Bobby Julich
Robert Julich, normalt omtalt som Bobby Julich, (født 18. november 1971 i Corpus Christi, Texas) er en amerikansk tidligere professionel cykelrytter, som er tidligere talentudviklings medarbejder ved Team Saxo Bank i UCI ProTour-løbene. Han fik sit internationale gennembrud da han sluttede som treer i den samlede stilling ved Tour de France 1998, men har siden kørt hovedsageligt som hjælperytter. Han er en stærk enkeltstartsrytter med en sølvmedalje i disciplinen ved OL i 2004, og kombineret med hans store alsidighed har han vundet en del etapeløb på den internationale cykelscene.

## Biografi
Selvom Julich er født i Texas, foregik det meste af hans opvækst i Glenwood Springs, Colorado med en kort afstikker til Philadelphia, hvor han mødte sin kone. Det meste af hans levende slægtninge bor i New York-området. Som amatør vandt Bobby Julich juniormesterskaberne i Cycle cross i 1990, og som medlem af det amerikanske landshold deltog han i 1991-udgaven af Tour DuPont. På den tid var det det største etapeløb i USA, og Julich sluttede samlet som nummer fem i løbet, hvor landsmanden og den trefoldige Tour de France-vinder Greg LeMond deltog. Bobby vandt prisen som den bedste unge rytter, og blev udråbt som den næste Greg LeMond.
Efter et par "falske" starter på den professionelle karriere, blev han hyret til Motorola-holdet i 1995 sammen med den italienske rytter Andrea Peron samt landsmændene Lance Armstrong og George Hincapie. I 1996-sæsonen blev Bobby Julich diagnosticeret med Suptraventrikulær takykardi(RSVT), en hjertesygdom der betød, at hans hjerte slog meget hurtigere end normalt. Julich blev behandlet med radiobølgeabliation og blev klar til Vuelta a España i 1996 senere den sæson, et løb der i glimt viste hans potentiale i international professionel cykling. Under Vueltaen havde Julich bjergtrøjen i ti etaper. Trods en stærk indsats tabte han trøjen, men sluttede som nummer ni, den højeste placering nogensinde af en amerikaner i Vueltaen, indtil Lance Armstrong sluttede som nummer fire i 1998. Det var denne indsats, der fik de andre holds øjne op for Julich.
Da Motorola sluttede deres sponsorat for holdet i slutningen af 1996-sæsonen skiftede Julich til det franske hold Cofidis med et par andre Motorola-holdkammerater, deriblandt Lance Armstrong. Armstrongs kræft betød, at han ikke var i stand til at køre for holdet, men Julich startede i Tour de France 1997. Den kriseramte udgave af løbet var et gennembrud for Julich, da han overtog lederrollen fra italienske Francesco Casagrande. Efter dopingskandalen under Touren i 1998, kom kun 96 af 189 ryttere i mål, og Bobby Julich sluttede som treer på podiet med vinderen Marco Pantani samt toeren Jan Ullrich. Julich blev hyldet som den næste store amerikanske Tour de France-mester, og dermed blev han endnu engang sat til at gå i Greg LeMonds fodspor. Under Tour de France 1999 blev Julich opfattet som en af favoritterne til den samlede sejr, men et styrt på en enkeltstart betød, at Julich måtte udgå fra løbet, der senere blev vundet af den nu raske Lance Armstrong.
Før 2000-sæsonen skiftede Julich til et andet fransk hold, Crédit Agricole, hvor han blev forenet med landsmanden Jonathan Vaughters. Han var en del af det Credit Agricole-hold, der vandt holdtidskørslen under Tour de France 2001. Efter at have flyttet til tyske Team Telekom i 2002, kørte Julich som hjælperytter for holdkaptajn Jan Ullrich. Julich havde kun svage resultater, og efter 2003-sæsonen overvejede han at trække sig tilbage.
Trods et tilbud under hans nuværende løn hos Telekom, skiftede Bobby Julich til danske Team CSC i 2004, hvor han blev genforenet med sin tidligere holdkammerat fra Motorola, Andrea Peron. Han kørte nok engang som hjælperytter i Tour de France, men med frihed til at forfølge sine egne muligheder resten af sæsonen. Julich så med det samme sine resultater og indsats blive bedre, med en sejr på enkeltstarten i april 2004 under Baskerlandet Rundt, hans første sejr siden 1998. Med CSC-holdkammeraten Jens Voigt, en rytter Julich kørte med som rytter på Credit Agricole, vandt han også partidskørslen LuK Challenge. Bobby Julich vandt en bronzemedalje under Sommer-OL 2004 ved mændenes enkeltstart, bag landsmanden Tyler Hamilton og russiske Viatcheslav Ekimov.
Julichs renæssance fortsatte i 2005 med sin bedste professionelle sæson nogensinde, idet han blev den første amerikaner nogensinde, der har vundet Paris-Nice. Han vandt også Critérium International og Eneco Tour of Benelux, hvormed han blev nummer otte i UCI ProTour 2005, og hans hold, Team CSC, blev nummer et.
Til 2006-sæsonen planlagde Julich at spare energi for at kunne hjælpe Team CSC-kaptajnen Ivan Basso til at kunne vinde Giro d'Italia 2006 i maj og Tour de France 2006 i juli. Selvom han ikke startede sin sæson lige så stærkt som i 2005, blev han dog nummer tre i Tour of California i februar, og han vandt prologen på Paris-Nice i marts; resultater der også positivt overraskede Julich selv. Til sin første optræden i Giroen nogensinde planlagde Julich at tage den rosa førertrøje tidligt i løbet, for at tage noget af presset fra Ivan Basso. Julich led dog kraftigt af pollenallergi gennem hele løbet, og han spillede ikke en stor rolle selv, men fokuserede i stedet på at hjælpe Ivan Basso, der i sidste ende endte med at vinde. Under Tour de France 2006 udgik Julich fra løbet efter et styrt på syvende etape, der var en enkeltstart. Han gik ind i et sving for hurtigt, gled på nogle små sten, og landede hårdt på sit håndled under faldet.